# Піхотне
Піхо́тне (рос. Пехотное) — присілок у складі Кувандицького міського округу Оренбурзької області, Росія.

## Населення
Населення — 89 осіб (2010; 122 у 2002).
Національний склад (станом на 2002 рік):
- казахи — 42 %
- росіяни — 34 %